# Баландін Михайло Юрійович
Михайло Баландін (рос. Михаил Баландин, нар. 27 липня 1980, Липецьк — пом. 7 вересня 2011, Ярославль) — російський хокеїст, що грав на позиції захисника.

## Ігрова кар'єра
Професійну хокейну кар'єру розпочав 1998 року.
Протягом професійної клубної ігрової кар'єри, що тривала 14 років, захищав кольори команд «Локомотив» (Ярославль) (Росія)/(КХЛ), «Салават Юлаєв» (Росія), «Лада» (Росія), ЦСКА (Москва) (Росія), «Хімік» (Митищі) (Росія), «Атлант» (Митищі) (КХЛ), «Динамо» (Москва) (КХЛ).
Бронзовий призер чемпіонату Росії 2003 та 2004 у складі «Лади».

## Загибель
7 вересня 2011 під час виконання чартерного рейсу за маршрутом Ярославль—Мінськ сталася катастрофа літака Як-42 внаслідок чого загинуло 43 особи з 45-и (після авіакатастрофи вижило лише двоє — хокеїст Олександр Галімов та бортінженер Олександр Сізов, які у важкому стані були госпіталізовані до міської лікарні Ярославля), серед загиблих також був і гравець Михайло Баландін.

## Статистика
| Сезон     | Клуб                    | Ліга       | Регулярний сезон | Регулярний сезон | Регулярний сезон | Регулярний сезон | Регулярний сезон | Плей-оф | Плей-оф | Плей-оф | Плей-оф | Плей-оф |
| Сезон     | Клуб                    | Ліга       | І                | Г                | П                | О                | ШХ               | І       | Г       | П       | О       | ШХ      |
| --------- | ----------------------- | ---------- | ---------------- | ---------------- | ---------------- | ---------------- | ---------------- | ------- | ------- | ------- | ------- | ------- |
| 1998-1999 | «Торпедо» (Ярославль)   | Вища ліга  | 26               | 2                | 5                | 7                | 20               | -       | -       | -       | -       | -       |
| 1999-2000 | «Торпедо» (Ярославль)   | Суперліга  | 3                | 0                | 1                | 1                | 4                | -       | -       | -       | -       | -       |
| 1999-2000 | «Дизель»                | Вища ліга  | 1                | 0                | 0                | 0                | 0                | -       | -       | -       | -       | -       |
| 1999-2000 | «Крила Рад»             | Вища ліга  | 26               | 1                | 2                | 3                | 22               | -       | -       | -       | -       | -       |
| 1999-2000 | «Торпедо»-2 (Ярославль) | Перша ліга | 4                | 0                | 1                | 1                | 6                | -       | -       | -       | -       | -       |
| 2000-2001 | «Локомотив» (Ярославль) | Суперліга  | 13               | 0                | 0                | 0                | 2                | -       | -       | -       | -       | -       |
| 2001-2002 | «Салават Юлаєв»         | Суперліга  | 4                | 0                | 1                | 1                | 0                | -       | -       | -       | -       | -       |
| 2001-2002 | «Лада»                  | Суперліга  | 30               | 3                | 2                | 5                | 4                | -       | -       | -       | -       | -       |
| 2002-2003 | «Локомотив» (Ярославль) | Суперліга  | 4                | 0                | 0                | 0                | 2                | -       | -       | -       | -       | -       |
| 2002-2003 | «Лада»                  | Суперліга  | 18               | 0                | 2                | 2                | 6                | 4       | 0       | 1       | 1       | 0       |
| 2003-2004 | «Лада»                  | Суперліга  | 58               | 2                | 7                | 9                | 36               | 6       | 1       | 1       | 2       | 0       |
| 2004-2005 | ЦСКА (Москва)           | Суперліга  | 32               | 0                | 8                | 8                | 22               | -       | -       | -       | -       | -       |
| 2005-2006 | ЦСКА (Москва)           | Суперліга  | 49               | 2                | 5                | 7                | 40               | 7       | 0       | 0       | 0       | 2       |
| 2006-2007 | «Хімік» (Митищі)        | Суперліга  | 54               | 1                | 8                | 9                | 68               | 9       | 0       | 1       | 1       | 12      |
| 2007-2008 | «Хімік» (Митищі)        | Суперліга  | 50               | 1                | 7                | 8                | 36               | 5       | 0       | 1       | 1       | 4       |
| 2008-2009 | «Атлант» (Митищі)       | КХЛ        | 54               | 4                | 14               | 18               | 38               | 7       | 0       | 1       | 1       | 0       |
| 2009-2010 | «Атлант» (Митищі)       | КХЛ        | 55               | 5                | 13               | 18               | 28               | 1       | 0       | 0       | 0       | 0       |
| 2010-2011 | «Динамо» (Москва)       | КХЛ        | 49               | 3                | 11               | 14               | 26               | 5       | 0       | 0       | 0       | 4       |
| 2011-2012 | «Локомотив» (Ярославль) | КХЛ        | -                | -                | -                | -                | -                | -       | -       | -       | -       | -       |